# حضران (بني مطر)

تعديل مصدري - تعديل

حضران هي إحدى قرى عزلة الثلث بمديرية بني مطر التابعة لمحافظة صنعاء، بلغ تعداد سكانها 2170 نسمة حسب تعداد اليمن لعام 2004.
تشتهر قرية حضران بزراعة القات، بشكل رئيسي، ويعمل غالبية سكانها في الزراعة. كما تتمتع بموقع جغرافي مميز يجعل من مناخها معتدل على مدار العام باستثناء فصل الشتاء الذي  تنخفض فيه درجة الحرارة لتصل إلى ١٥ درجة مئوية.
يحدها من الشمال قرية شعبات وبيت مهدم، ومن الجنوب الضلع وأرضه والوادي والدار وبيت الرازقي ونصب، ومن الشرق حشوم، ومن الغرب بيت ضالعه.
من أشهر معالمها مدرسة الشهيد المطري، والجامع الكبير، ومسجد القرية، والساقية، وملعب القاهرة.